# Örsundsbro norra
Örsundsbro norra – miejscowość (tätort) w Szwecji, w regionie administracyjnym (län) Uppsala, w gminie Enköping.
Według danych Szwedzkiego Urzędu Statystycznego liczba ludności wyniosła: 577 (31 grudnia 2015), 580 (31 grudnia 2018) i 567 (31 grudnia 2019).